# 愛媛県道196号河中平井停車場線

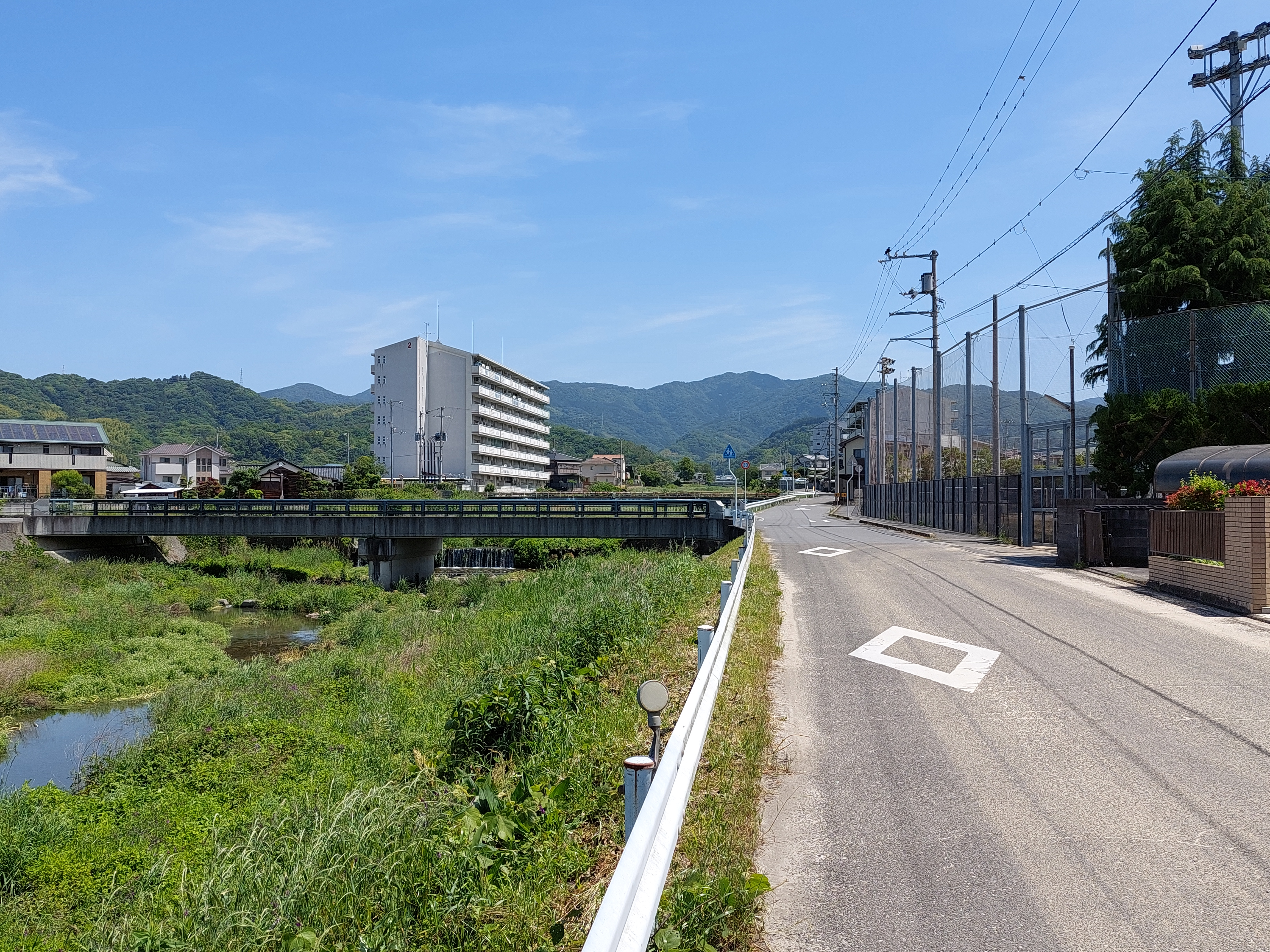
県道196号
松山市平井町

愛媛県道196号河中平井停車場線（えひめけんどう196ごう かわなかひらいていしゃじょうせん）は、愛媛県松山市を通る一般県道である。松山市河中町から松山平野東部の山間部を縦走し、松山市平井町の伊予鉄道横河原線の平井駅前に至る。

## 概要

### 路線データ
- 総延長：16.6 km
- 起点：松山市河中町（国道317号交点）
- 終点：松山市平井町（伊予鉄道横河原線 平井駅前）

## 歴史
- 1964年（昭和39年）3月31日 - 愛媛県告示第285号により、本路線を整理番号194番として県道に認定される[1]。
- 1972年（昭和47年）3月16日 - 愛媛県が愛媛県道196号河中平井停車場線として認定。

## 地理

### 通過する自治体
- 松山市

### 交差する道路
- 国道317号
- 愛媛県道209号美川松山線
- 愛媛県道334号松山川内線

### 重複区間
- 愛媛県道209号美川松山線（松山市水泥町～松山市平井町）

### 交差する鉄道
- 伊予鉄道 横河原線

### 道路施設

#### 橋梁
- 平井橋（小野川、松山市）

### 沿線
- 松山市立日浦小学校
- 松山市立小野小学校
- 松山市立日浦中学校
- 松山市立小野中学校
- 河中簡易郵便局
- 福見川
- 小野川
- 松山オートランド（オートバイ競技場）
- 伊予鉄道横河原線平井駅